# Акпа-Акпро, Жан-Даниэль
Жан-Даниэ́ль Дэйв Льюи́с Акпа́-Акпро́ (фр. Jean-Daniel Dave Lewis Akpa-Akpro; 11 октября 1992, Тулуза, Франция) — ивуарийский футболист, полузащитник клуба «Лацио», выступающий на правах аренды за клуб «Монца».

## Клубная карьера
Жан-Даниэль — воспитанник «Тулузы».
В сезоне 2010/11 регулярно привлекался к тренировкам основной команды, но дебютировать в Лиге1 только в следующем году, 6 августа 2011 года, выйдя на замену в матче против «Аяччо».
Уже 28 августа 2011 года Жан-Даниэль впервые вышел в стартовом составе «Тулузы».
В первом сезоне Акпа-Акпро провёл 13 матчей. В сезоне 2012/13 Жан-Даниэль чаще стал появляться в стартовом составе и принял участие в 19 играх, забил 1 гол.

## Карьера в сборной
В октябре 2011 Акпа-Акпро вызывался в молодёжную сборную Франции (до 20 лет).
15 марта 2013 года Жан-Даниэль был включён Сабри Лямуши, главным тренером сборной Кот-д’Ивуар в список игроков, готовящихся к матчам отборочного турнира на Чемпионат мира 2014. Акпа-Акпро регулярно включается в заявку на матч, однако дебютировать в составе сборной ему до сих пор не удалось